# جيزيلا فيغا
جيزيلا فيغا (بالإسبانية: Gisela Vega) مواليد 14 مارس 1982 في الأرجنتين، هي لاعبة كرة سلة أرجنتينية. تلعب في الدوري الإسباني لكرة السلة للسيدات كلاعب وسط. وتحمل الرقم 17. حققت المركز الثالث في بطولة أمم الأمريكتين لكرة السلة 2015.

## الميداليات
| الميدالية | المسابقة                             |
| --------- | ------------------------------------ |
| برونزية   | بطولة أمم الأمريكتين لكرة السلة 2015 |

## روابط خارجية
- جيزيلا فيغا على موقع الاتحاد الدولي لكرة السلة (الإنجليزية)
- جيزيلا فيغا على موقع كرة السلة الأوروبية.كوم (الإنجليزية)
- جيزيلا فيغا على موقع بروبوليرز (الإنجليزية)